# مکانی در زمان
مکانی در زمان (انگلیسی: A Place in Time) فیلمی مستند به کارگردانی آنجلینا جولی است که سال ۲۰۰۷ میلادی اکران شد.
فیلم در ۲۷ آوریل ۲۰۰۷ میلادی، با حضور آنجلینا جولی، وایکلف ژان، هیلاری سوانک و دیگر دست‌اندرکاران تهیهٔ آن در جشنواره فیلم ترایبکا نیویورک به نمایش درآمد. مخاطبان این نمایش شامل بیش از ۶۰۰ دانش آموز دبیرستانی ساکن نیویورک بودند.

## هنرپیشه‌ها
- ان هتوی
- جود لا
- جایمن هانسو
- وایکلف ژان
- هیلاری سوانک
- آنجلینا جولی
- بایی لینگ
- الیویه مارتینز
- جانی لی میلر